# Oberderdingen
Oberderdingen (bis 1964 und heute noch umgangssprachlich meist nur Derdingen genannt) ist eine Stadt im Kraichgau, im Nordosten des Landkreises Karlsruhe.

## Geographie

### Geographische Lage
Die Stadt Oberderdingen liegt an der Grenze zwischen Stromberg und Kraichgau, wobei ein wesentlicher Teil der Gemarkung zum Naturpark Stromberg-Heuchelberg gehört. Das Gemeindegebiet erstreckt sich zwischen 154 und 337 Meter Seehöhe. Bretten, Knittlingen und Eppingen sind die nächstgelegenen Städte. Die Stadt liegt etwa 30 km nordöstlich von Karlsruhe und ca. 30 km westlich von Heilbronn.

### Nachbargemeinden
Folgende Städte und Gemeinden grenzen an die Stadt Oberderdingen, beginnend im Südosten im Uhrzeigersinn: Sternenfels, Knittlingen (beide Enzkreis) sowie Bretten (Stadtteil Bauerbach), Kraichtal (Stadtteil Gochsheim), Zaisenhausen und Kürnbach (alle Landkreis Karlsruhe).

### Stadtgliederung
Das Stadtgebiet besteht aus dem Kernort Oberderdingen (mit dem integrierten ehemaligen Dorf Unterderdingen), der 1973 eingegliederten Gemeinde Flehingen (mit dem am 1. April 1936 eingegliederten, inzwischen vollständig aufgegangenen Sickingen) und dem Dorf Großvillars, das bis 1972 teilweise auch zur Nachbarstadt Knittlingen gehörte. Flehingen und Großvillars sind zugleich Ortschaften im Sinne der baden-württembergischen Gemeindeordnung, das heißt, sie haben jeweils einen Ortschaftsrat mit einem Ortsvorsteher als Vorsitzendem.
Ferner unterscheidet man teilweise noch Wohngebiete oder Wohnplätze mit eigenem Namen, so etwa den Luisenhof in Flehingen (ein separat liegender Wohnplatz mit einigen Häusern, der jedoch schon sehr lange besteht) und die Gebiete Obere Mühle, Ölmühle, Untere Mühle und Wilfenberg in Oberderdingen.
Im Mittelalter existierten noch die wüst gewordenen Orte Bernhardsweiler und Goldshausen. Außerdem wird auch die Lage des in einer Urkunde von 1194 genannten Ortes Truchdolvesbach auf dem Stadtgebiet von Oberderdingen vermutet.

### Schutzgebiete
Oberderdingen hat Anteil am Natur- und Landschaftsschutzgebiet Kohlbachtal und angrenzende Gebiete sowie an den Landschaftsschutzgebieten Sickinger Tal, Bauerbach- und Kraichbachtal und Streuobstwiesen zwischen Bauerbach und Flehingen. Die Landschaftsschutzgebiete Bernhardsweiher und Neuwiesen liegen vollständig in Oberderdingen.
Darüber hinaus liegt ein Teil des FFH-Gebiets Stromberg und eine kleine Teilfläche des FFH-Gebiets Mittlerer Kraichgau auf Oberderdinger Gebiet. Die gesamte Gemeindefläche liegt zudem im Naturpark Stromberg-Heuchelberg.

## Geschichte

### Oberderdingen

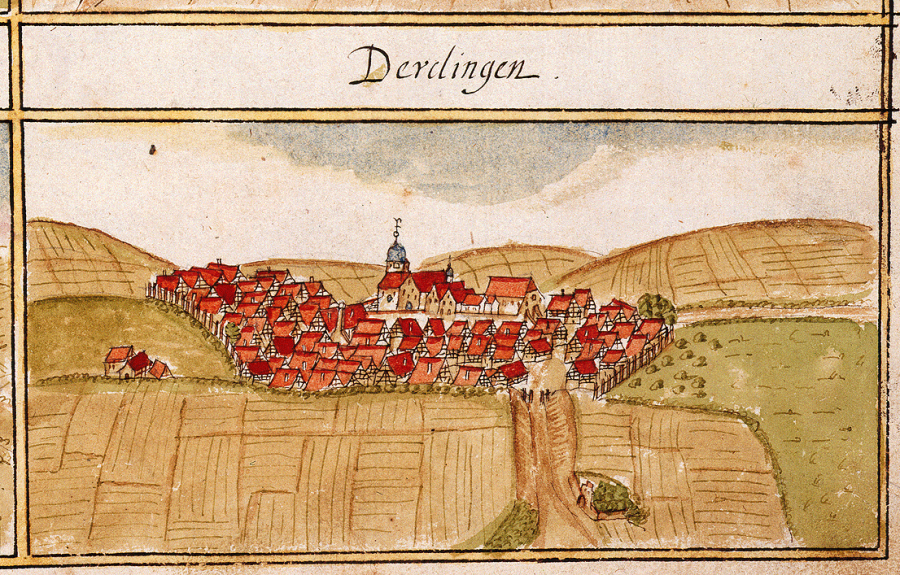
Oberderdingen 1684

Derdingen wurde erstmals 766 im Lorscher Codex erwähnt, seit 1247 unterschied man Ober- von Unterderdingen. Beide Orte gehörten anfangs zu verschiedenen Herrschaften, ehe sie 1247 an das Kloster Herrenalb kamen. Aus der Turmburg der Ortsherren wurde der Amthof des Klosters Herrenalb. Die Württemberger führten als Schirmherren des Klosters Herrenalb 1556 die Reformation ein. Bis 1807 existierte ein Pflegamt des Klosters Herrenalb.
Bei der Umsetzung der neuen Verwaltungsgliederung im 1806 gegründeten Königreich Württemberg wurden beide Orte dem Oberamt Maulbronn zugeordnet. 1835 wurde der Gemeindename in „Derdingen (Ober-)“ umbenannt. Nach Auflösung der erst 1826 von Kleinvillars getrennten Gemeinde Großvillars im Jahre 1866 kam 1/6 des Ortes zu Oberderdingen, der andere Teil zur Stadt Knittlingen. 1936 wurde der Gemeindename mit nachgestellter Klammer zu „Derdingen“ vereinfacht. Bei der Auflösung des Oberamts Maulbronn im Zuge der Verwaltungsreform während der NS-Zeit in Württemberg kam Oberderdingen (mit Unterderdingen und dem zu ihm gehörigen Teil Großvillars) 1938 zum Landkreis Vaihingen.
Während des Zweiten Weltkriegs wurden in Derdingen nach dem Ergebnis einer im Jahr 2020 veröffentlichten heimatgeschichtlichen Untersuchung mindestens 1.800 Zwangsarbeiter (davon geschätzt 40 % Frauen) beschäftigt, überwiegend in der Rüstungsindustrie bei den Firmen Blanco und E.G.O., aber auch bei dem Weingut Karl Kern und weiteren Arbeitgebern. Laut den hierzu ausgewerteten Namenslisten der Arolsen Archives seien in Derdingen von 1939 bis 1945 insgesamt 1.064 ausländische Zwangsarbeiter eingesetzt worden, darunter 532 aus der Sowjetunion. Die Zwangsarbeiter seien von den Arbeitgebern über das Justizministerium in Berlin und die Generalstaatsanwaltschaften angefordert und über die Zuchthäuser, Gefängnisse und aus den Konzentrationslagern (vor allem den Moorlagern im Emsland) zur Verfügung gestellt worden. Das während des Zweiten Weltkriegs bestehende „Außenkommando des Zuchthauses Ludwigsburg in Derdingen“ wurde am 20. Juni 2003 als Haftort für Zwangsarbeiter in das Haftstättenverzeichnis der Stiftung EVZ aufgenommen. Gegen Ende des Zweiten Weltkrieges soll in Derdingen außerdem ein Außenlager des KZ Natzweiler-Struthof errichtet worden sein. Noch im Dezember 2020 wurde öffentlich kritisiert, dass die Gemeinde Oberderdingen und die beteiligten Firmen bislang nicht angemessen an das geschehene Unrecht erinnerten.
1945 wurde Derdingen Teil der Amerikanischen Besatzungszone und gehörte somit zum neu gegründeten Land Württemberg-Baden, das 1952 im jetzigen Bundesland Baden-Württemberg aufging.
Am 2. Juni 1964 wurde die Gemeinde wieder in Oberderdingen rückbenannt. Das frühere Unterderdingen war inzwischen ganz in Oberderdingen aufgegangen, wurde jedoch bis 1971 noch als separater Wohnplatz geführt.
Bei der Kreisreform in Baden-Württemberg kam Oberderdingen am 1. Januar 1973 vom Landkreis Vaihingen zum Landkreis Karlsruhe, die Nachbargemeinde Knittlingen aber zum neu gebildeten Enzkreis. Um den Ort Großvillars nicht auf zwei unterschiedliche Landkreise aufzuteilen, wurde dessen zu Knittlingen gehöriger Teil der Gemeinde Oberderdingen angegliedert. Gleichzeitig wurde die Gemeinde Flehingen in die Gemeinde Oberderdingen eingegliedert. Damit vereinigte man die zwei ehemals württembergischen Orte Oberderdingen und Großvillars mit der ehedem badischen Gemeinde Flehingen zu einer neuen Gemeinde.
Am 1. November 2023 wurden Oberderdingen die Stadtrechte verliehen.

### Ortsteile

#### Flehingen
Flehingen wurde 778/79 als Flancheim erstmals erwähnt. Das Kloster Lorsch hatte großen Besitz im Ort. Die Herren von Strahlenberg und ab 1368 die Kurpfalz gaben den Ort zu Lehen an einen örtlichen Adel, dessen Erben 1638 die Wolff-Metternich waren. 1805 kam Flehingen an Baden und wurde 1810 dem Bezirksamt Bretten zugeteilt. Bei dessen Auflösung 1936 kam Flehingen zum Bezirksamt (ab 1938 Landkreis) Karlsruhe.
Das 1936 eingemeindete Sickingen wurde 784 als Sicchenheim erstmals erwähnt und war von der Kurpfalz ebenfalls als Lehen an das Ortsadelsgeschlecht der Herren von Sickingen vergeben worden, dessen berühmtester Spross Franz von Sickingen war, und das 1831 erlosch. In Sickingen gab es mit der Oberen und Unteren Burg einst zwei Burgen. Die Gemeinde gehörte wie Flehingen zum Bezirksamt Bretten.

#### Großvillars
Großvillars gründeten 1699 vertriebene Waldenser. Der Name leitet sich vom piemontesischen „Villar Perosa“ ab. Zunächst bildete der Ort mit dem benachbarten Kleinvillars eine Gemeinde, die 1826 getrennt wurde. 1866 wurde die kleine Gemarkung auf die Nachbargemeinden Oberderdingen und Knittlingen aufgeteilt. Diese Situation blieb bis 1973 erhalten, als der Ort ganz der Gemeinde Oberderdingen zugeteilt wurde.

## Religionen
Die Laurentiuskirche Oberderdingen im Amthof ist schon seit 1227 bezeugt. In der Gemeinde wurde infolge der Zugehörigkeit zu Württemberg ab 1556 die Reformation eingeführt. Daher war Oberderdingen über lange Zeit eine rein protestantische Gemeinde. In Unterderdingen wurde 1769 die Kirche St. Peter und Paul erneuert, die einen romanisch-gotischen Chorturm hat. Man nimmt an, dass der Vorgängerbau die alte Pfarrkirche von Oberderdingen war. Die evangelische Kirchengemeinde gehört heute gemeinsam mit der Kirchengemeinde Großvillars dem Kirchenbezirk Mühlacker der Evangelischen Landeskirche in Württemberg an. Letztere war ab ihrer Gründung 1699 zunächst eine Waldensergemeinde. Im 19. Jahrhundert wurde sie in die Evangelische Landeskirche in Württemberg integriert.
Nach dem Zweiten Weltkrieg zogen auch Katholiken nach Oberderdingen. Sie erhielten 1963 eine eigene Kirche Mariä Heimsuchung und St. Laurentius. 1968 wurde die Gemeinde zur Pfarrei erhoben. Die Gemeinde gehört zum Dekanat Mühlacker des Bistums Rottenburg-Stuttgart.
In Flehingen wurde ab 1522 lutherischer Gottesdienst gehalten. Dennoch gab es auch später noch Katholiken, so dass die Kirche ab 1698 simultan genutzt wurde. Die heutige Kirche wurde 1825 gebaut und dient seit dem Neubau der katholischen Kirche St. Martin im Jahr 1910 allein der evangelischen Kirchengemeinde, die dem Kirchenbezirk Bretten der Evangelischen Landeskirche in Baden angehört. Die katholische Kirchengemeinde gehört zum Dekanat Bruchsal des Erzbistums Freiburg, ebenso die katholische Nachbargemeinde Sickingen. Diese beiden bilden mit drei weiteren Gemeinden in der Nachbarschaft (in Kürnbach, Sulzfeld und Zaisenhausen) eine Seelsorgeeinheit.
Am Ort wurden erstmals 1548 Juden genannt, die Flehinger jüdische Gemeinde bestand bis 1938/40. Die höchste Zahl jüdischer Bewohner wurde um 1832 mit 167 Personen erreicht (14 % der Gesamteinwohnerschaft). Die Gemeinde weihte 1874 eine Synagoge ein, die beim Novemberpogrom 1938 völlig zerstört wurde. Bedeutendste jüdische Persönlichkeit aus Flehingen war Jakob Barth, einer der bekanntesten Orientalisten seiner Zeit. Bis heute erinnert der an der Gochsheimer Straße liegende, 1688 angelegte jüdische Friedhof an die Geschichte der Juden im Dorf.
Der hohe Anteil der Industrie an der örtlichen Wirtschaft spiegelt sich auch in der hohen Zahl an türkischen Einwanderern wider, die als Gastarbeiter in den Ort kamen. Deshalb gibt es im Ort auch eine sehr aktive türkisch-islamische Gemeinde. Bereits Ende der 70er Jahre gab es erste Initiativen zum Bau einer Moschee, die nach etlichen Provisorien Anfang der 1990er Jahre errichtet wurde. Die Gemeinde mit etwa 150 Mitgliedern ist ein eingetragener Verein, der dem Dachverband DITIB in Köln angehört, und ist im örtlichen Vereinsleben rege beteiligt.

## Politik

### Gemeinderat
Der Gemeinderat hat normalerweise 23 ehrenamtliche Mitglieder, die für fünf Jahre gewählt werden. Die Zahl der Mitglieder kann sich durch Ausgleichssitze erhöhen (gesamt 2024: 23 Sitze). Hinzu kommt der Bürgermeister als stimmberechtigter Gemeinderatsvorsitzender.
Durch die Unechte Teilortswahl ist den Ortsteilen eine festgelegte Anzahl von Sitzen garantiert: Aus Oberderdingen kommen mindestens zwölf, aus Flehingen mindestens acht und aus Großvillars mindestens drei Gemeinderäte.
Die Kommunalwahl 2024 führte zu folgendem Ergebnis (in Klammern: Unterschied zu 2019):
| Gemeinderat 2024               | Gemeinderat 2024 | Gemeinderat 2024 | Gemeinderat 2024 | Gemeinderat 2024 |
| Partei / Liste                 | Stimmenanteil    | Sitze            |                  |                  |
| ------------------------------ | ---------------- | ---------------- | ---------------- | ---------------- |
| CDU                            | 30,7 % (−1,2)    | 7 (±0)           |                  |                  |
| Freie Wähler                   | 25,2 % (+2,7)    | 6 (+1)           |                  |                  |
| SPD                            | 16,2 % (−1,1)    | 4 (±0)           |                  |                  |
| Grüne                          | 14,0 % (−1,9)    | 3 (−1)           |                  |                  |
| AfD                            | 13,9 % (+9,9)    | 3 (+2)           |                  |                  |
| Unabhängige Bürger (UBO)       | n. a. (−8,4)     | 0 (−2)           |                  |                  |
| Wahlbeteiligung: 61,0 % (+2,3) |                  |                  |                  |                  |

### Bürgermeister
- 1919–1945: Paul Burger
- 1948–1971: Karl Pfister
- 1971–2003: Erwin Breitinger (* 1942)
- seit 2003: Thomas Nowitzki (* 1956); 2011 und 2019 wurde er jeweils im Amt bestätigt.[13]

### Wappen und Flagge

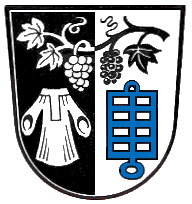
Altes Wappen von Oberderdingen
Heutiges Wappen von Oberderdingen
Wappen von Sickingen
Wappen von Flehingen
Flagge von Oberderdingen

Das Wappen der Gemeinde Oberderdingen zeigt in von Schwarz und Silber gespaltenem Schild oben einen rechtshin liegenden Rebast mit drei Blättern und zwei Trauben in verwechselten Farben. Vorn fünf (2:1:2) silberne Kugeln, hinten ein blauer Rost. Die Gemeindeflagge ist weiß-schwarz. Wappen und Flagge wurden der Gemeinde am 7. Juni 1982 vom Landratsamt Karlsruhe verliehen.
Das Wappen ist eine Kombination der Wappensymbole der früheren Gemeinden. Oberderdingen führte den Rost, das Attribut des Hl. Laurentius, der als ehemaliger Schutzpatron der Kirche den Märtyrertod erlitt, in seinem Wappen. Die Kugeln wurden aus dem Flehinger Wappen entnommen und sind die Symbole der früheren Ortsherren. Die Weintrauben symbolisieren die lange Tradition des Weinbaus in Oberderdingen, der noch heute in allen Ortsteilen betrieben wird.

### Städtepartnerschaften
Oberderdingen unterhält seit 1991 mit Heinfels in Österreich und seit 2006 mit Villar Perosa in Italien freundschaftliche Städtepartnerschaften.

## Kultur und Sehenswürdigkeiten

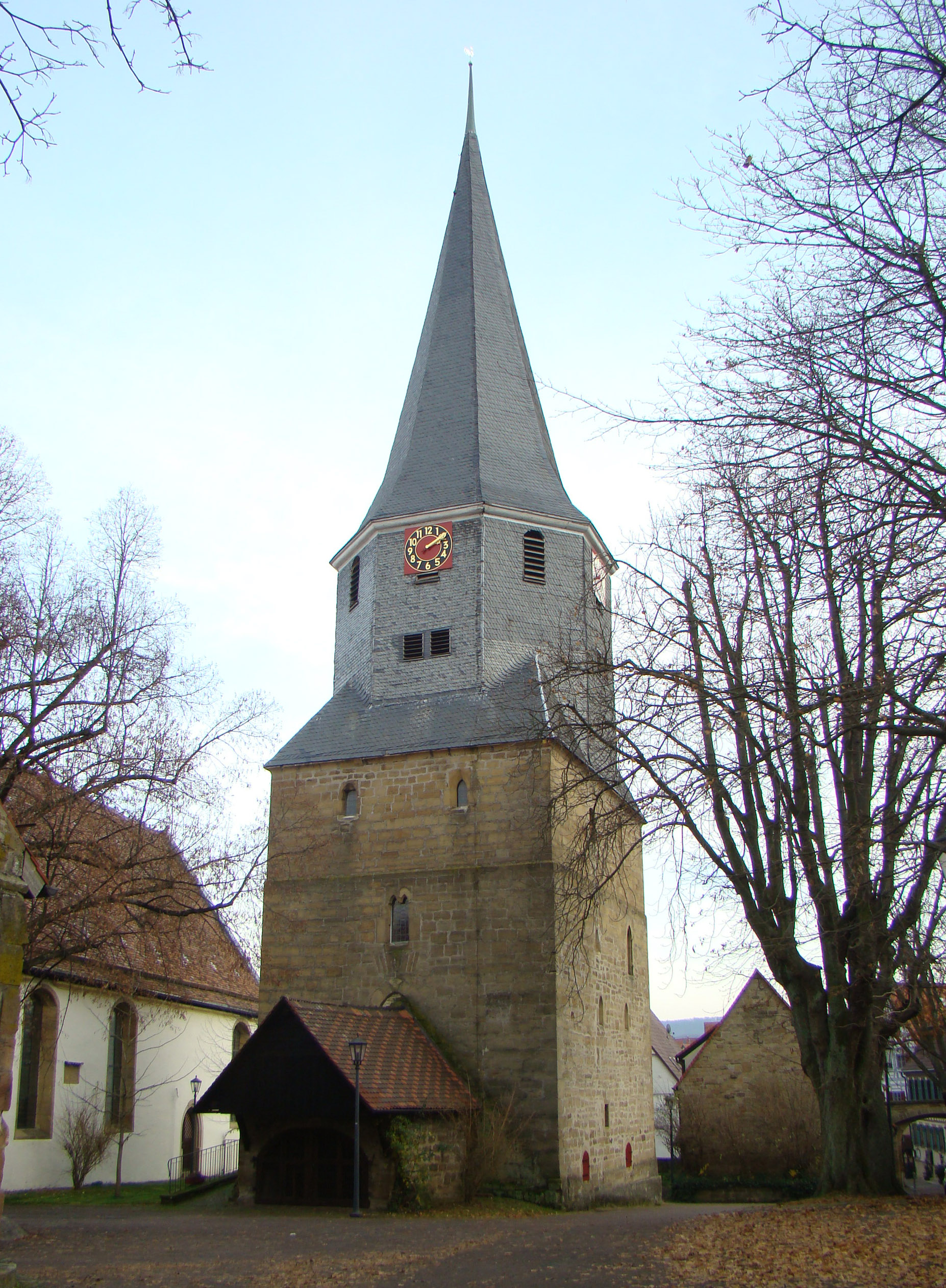
Glockenturm im Amthof

### Bauwerke
Das größte historische Ensemble im historischen Ortskern Oberderdingens ist der Amthof mit Laurentiuskirche, Glockenturm, Zehntscheuer, Großer Kelter, Amtsgebäude, Abtskapelle, Bandhaus, Torwächterhaus und Hexenturm.

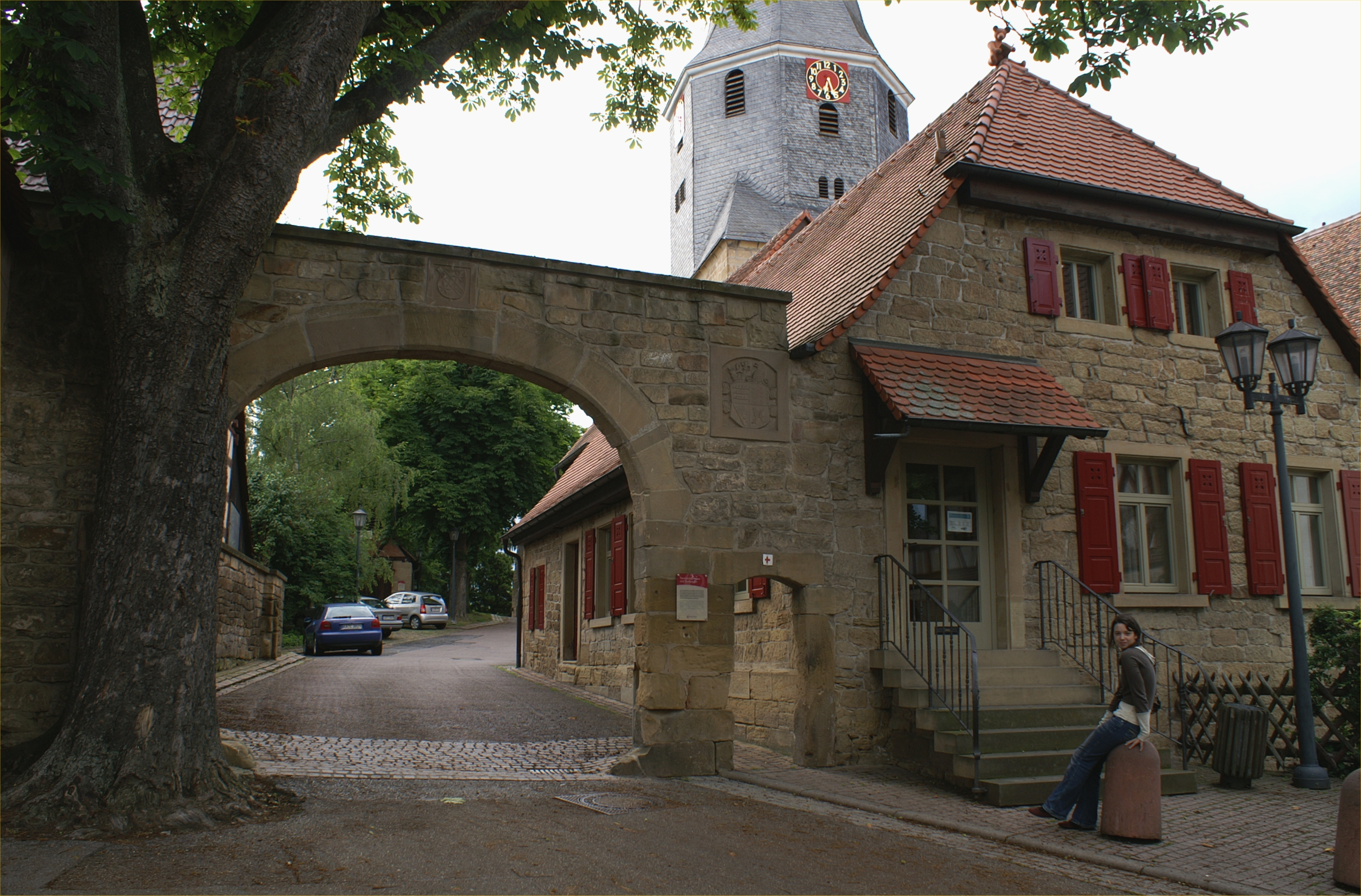
Torwächterhaus mit Torbogen am Eingang zum Amthof
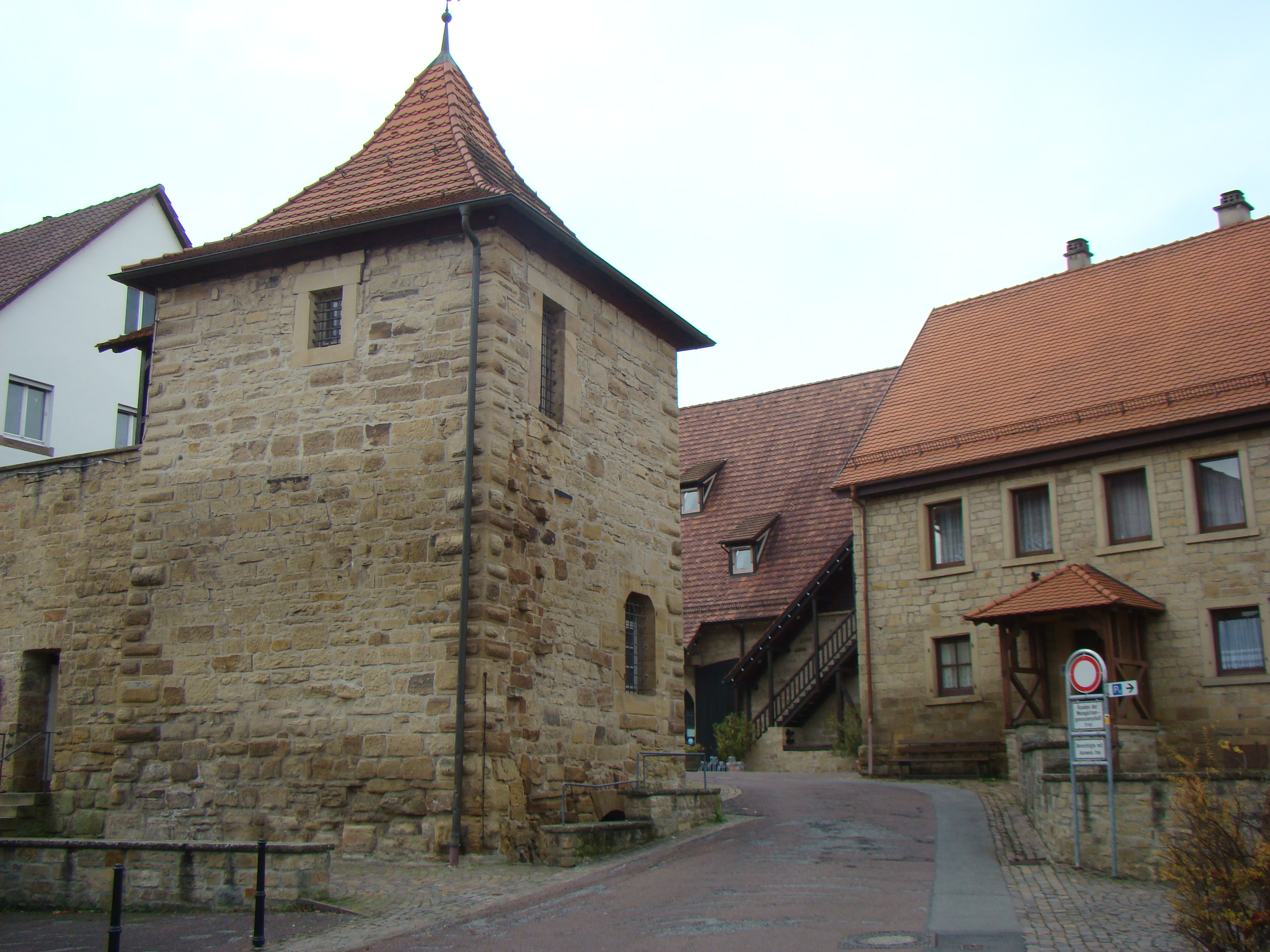
Hexenturm
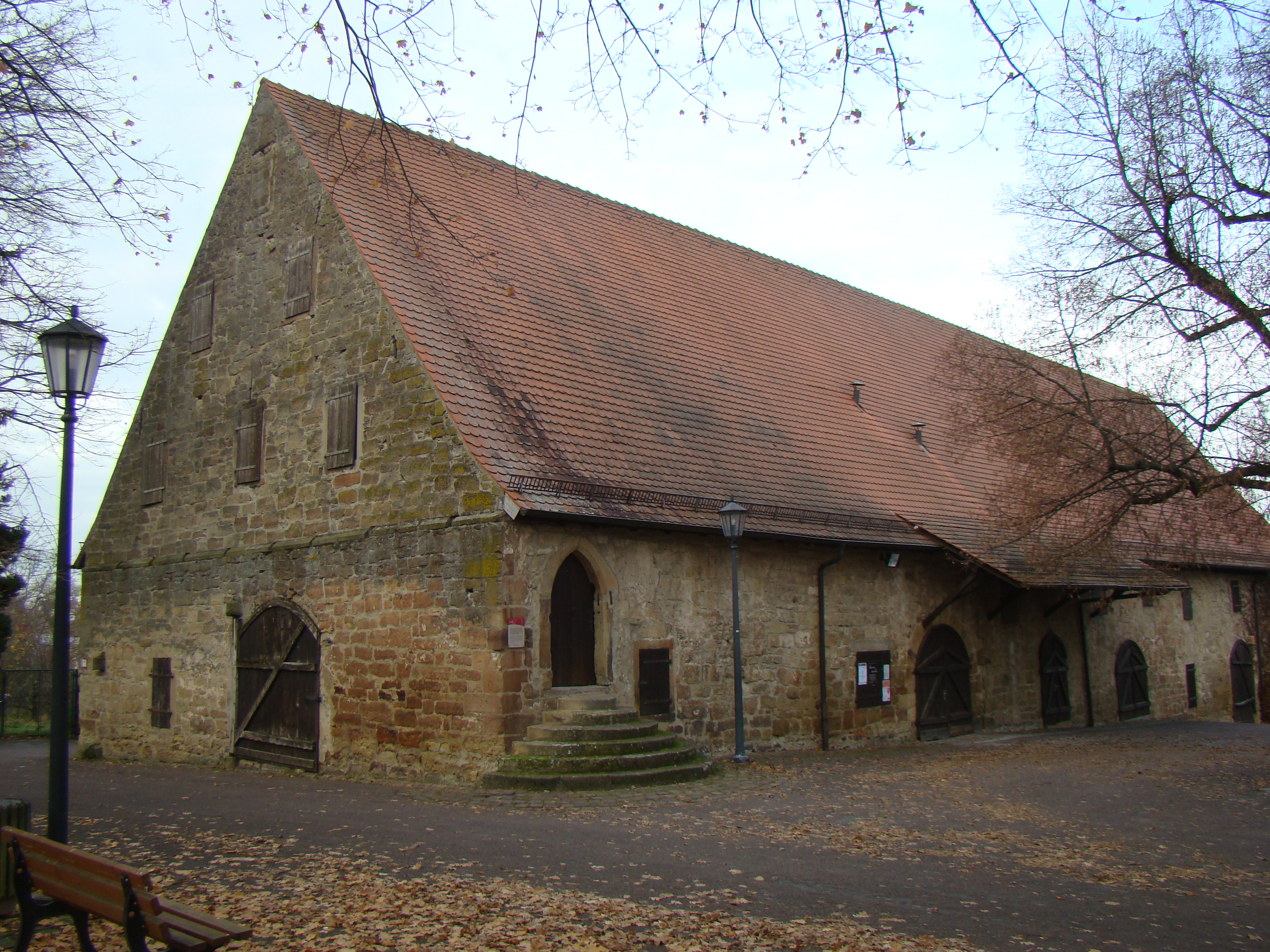
Kelter im Amthof

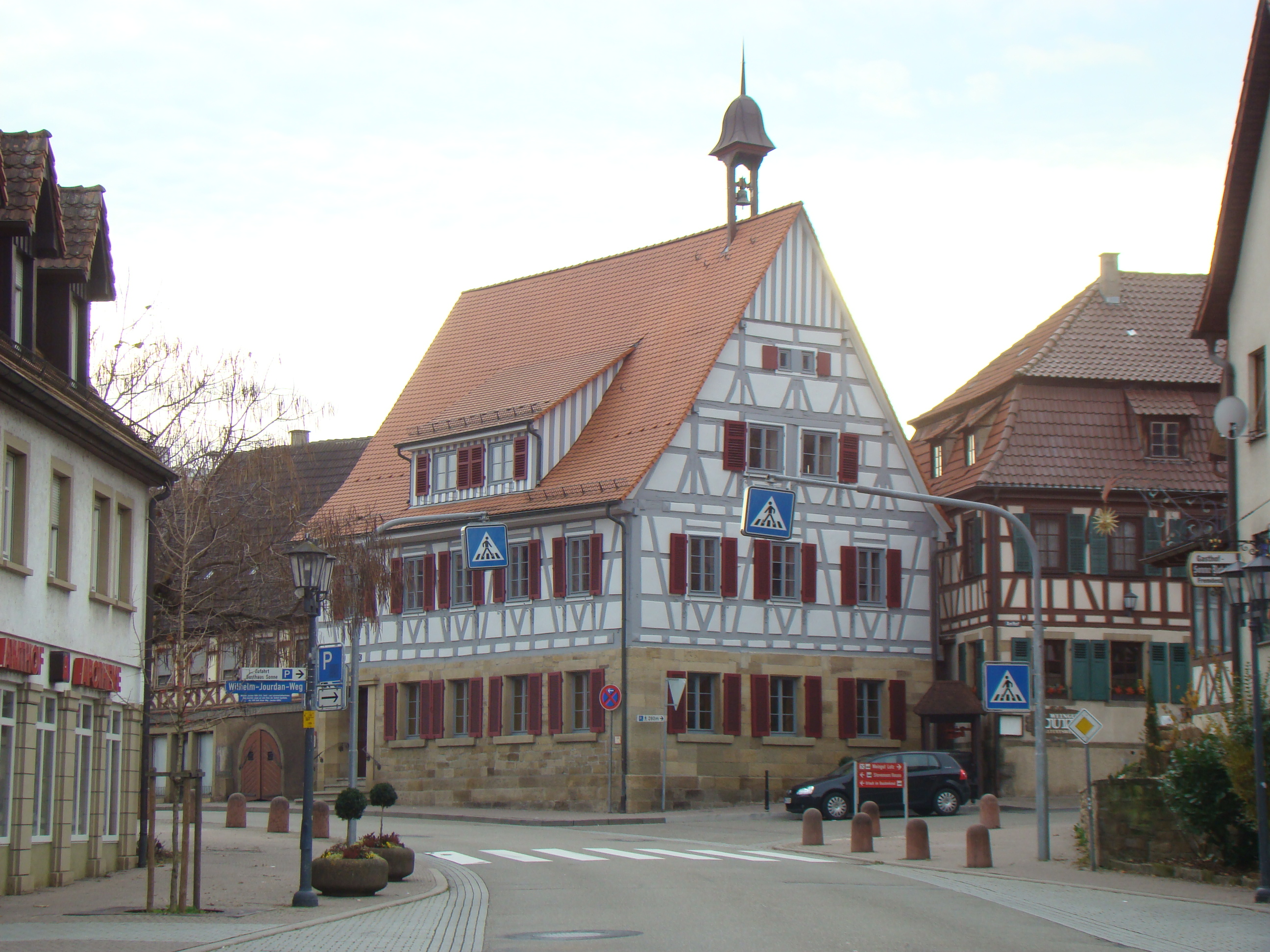
Altes Rathaus

Direkt vor dem Amthof gelegen sind das Alte Rathaus, die ehemalige Amtsschreiberei (Weingut Lutz) und der Renaissance-Fachwerkbau des Gasthauses Sonne. Im Ort existieren zahlreiche weitere Fachwerkhäuser aus dem 16./17. Jahrhundert, darunter die Gebäude Brettener Straße 25, 27 36 und 39, Hegelweg 1, Hintere Gasse 28 und 33 sowie Obere Gasse 15 und 16. Zum historischen Gebäudebestand zählen außerdem das Alte Schulhaus und das als „Schafscheuer“ bekannte ehemalige Stallgebäude mit Infothek und Vinothek.

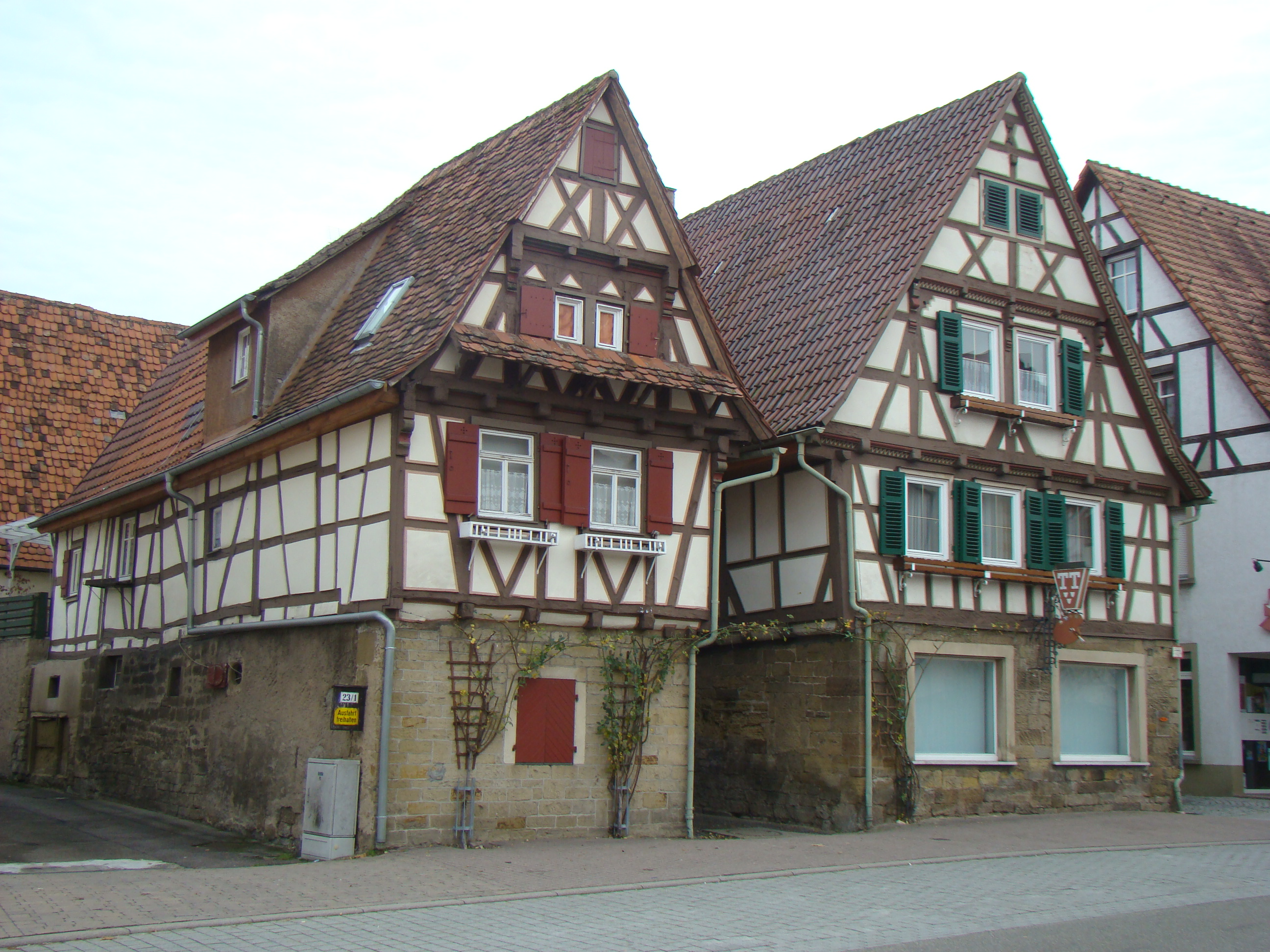
Fachwerkhäuser Brettener Straße
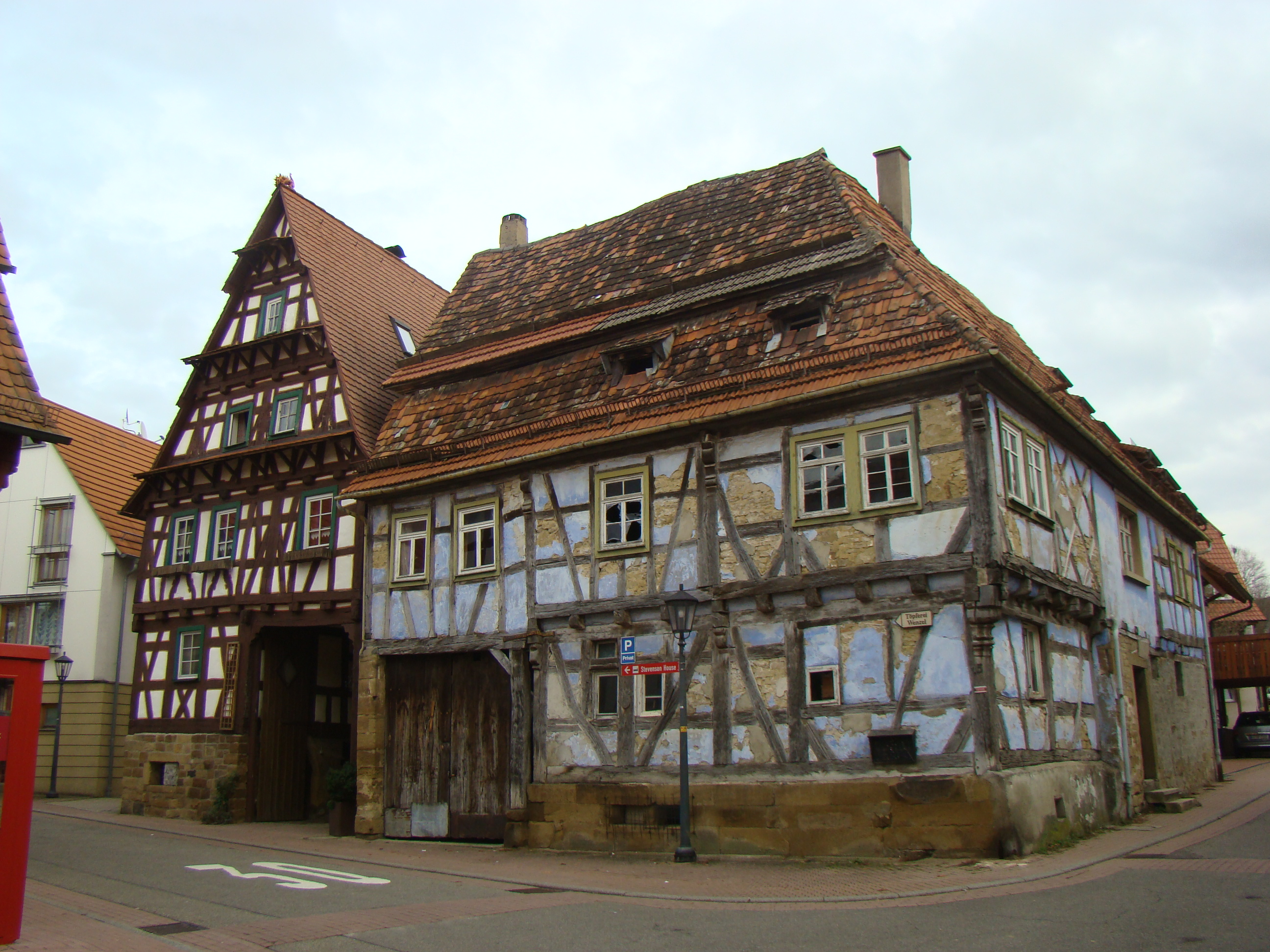
Fachwerkhäuser Obere Gasse/Hintere Gasse
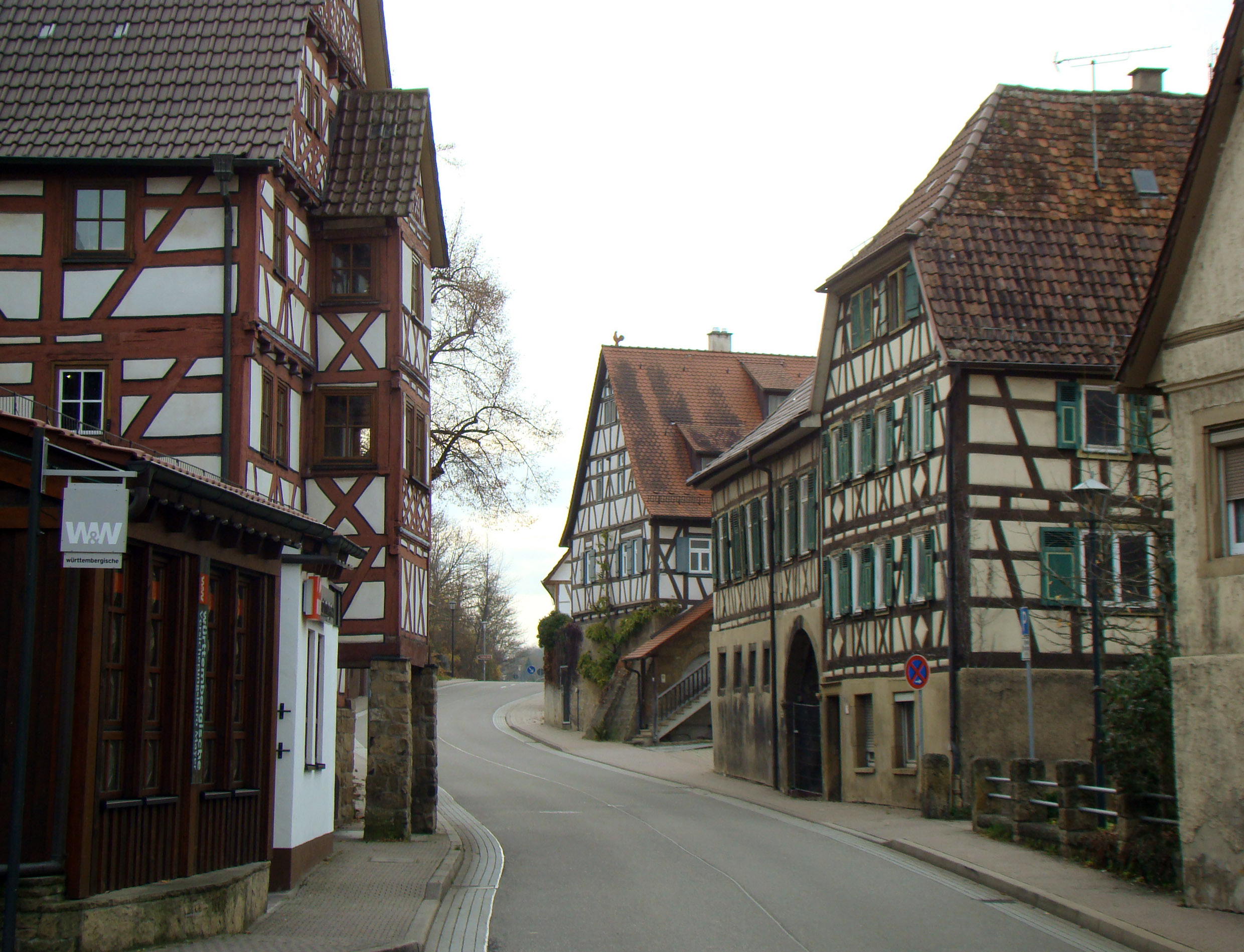
Fachwerkhäuser beim Alten Schulhaus

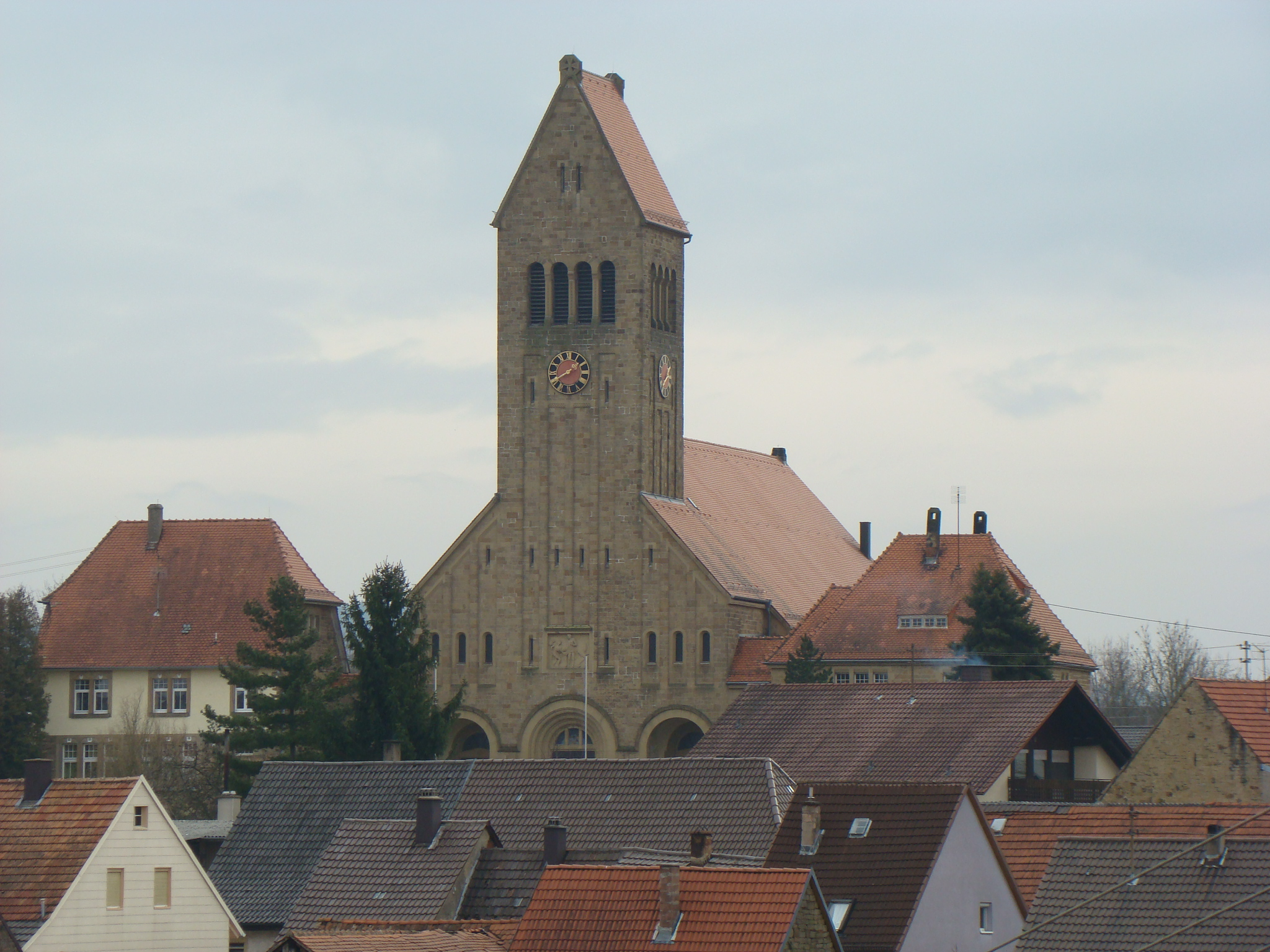
St. Martin in Flehingen

Im ehemaligen Dorf Unterderdingen befindet sich die evangelische Pfarrkirche St. Peter und Paul mit gotischen Wandmalereien.
Im Ortsteil Flehingen gibt es das Flehinger Wasserschloss, die Evangelische Kirche von 1825 und die katholische Kirche St. Martin sowie die Magdalenakirche des ehemaligen Ortsteils Sickingen.
In Großvillars befindet sich eine evangelische Kirche.

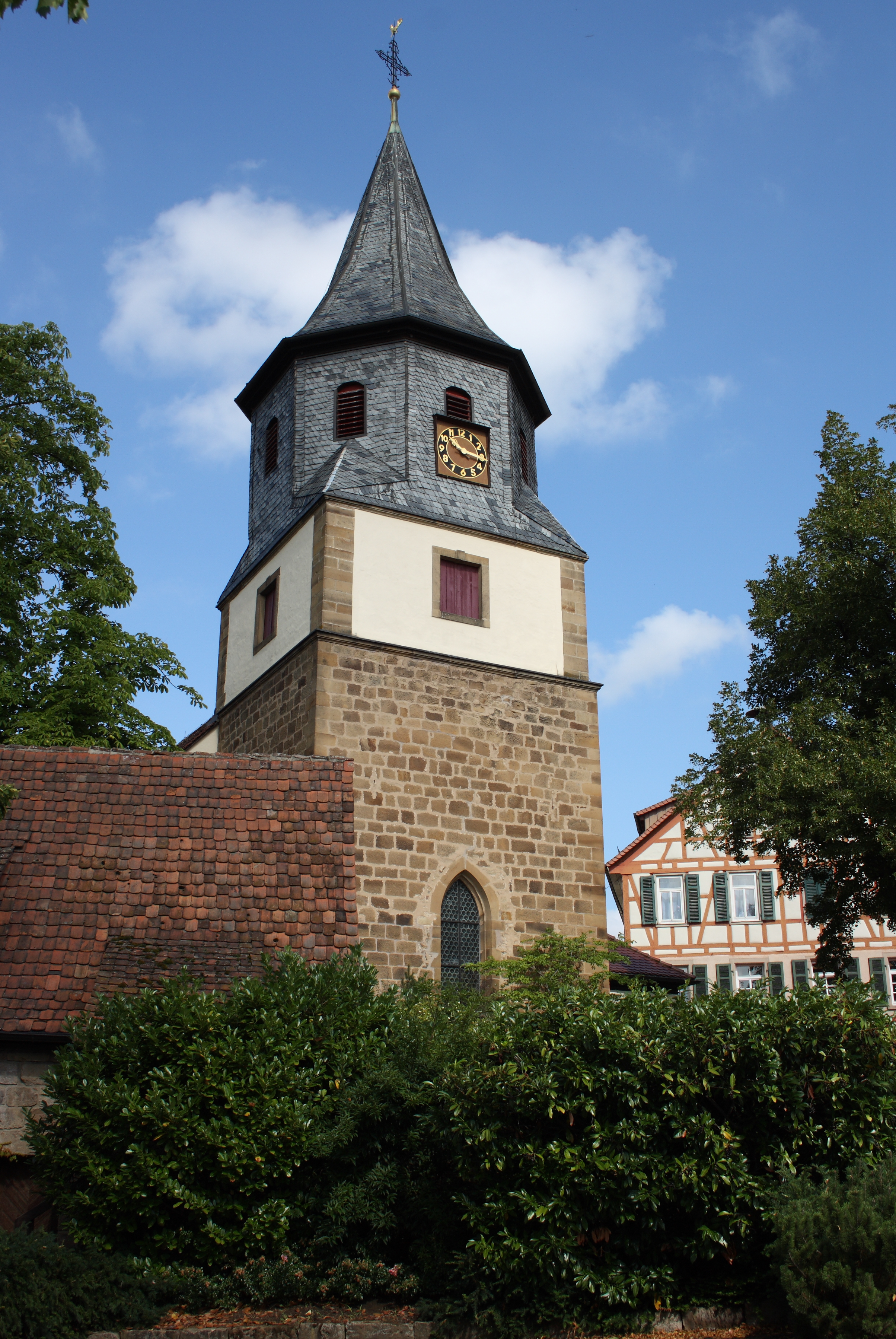
St. Peter und Paul in Unterderdingen
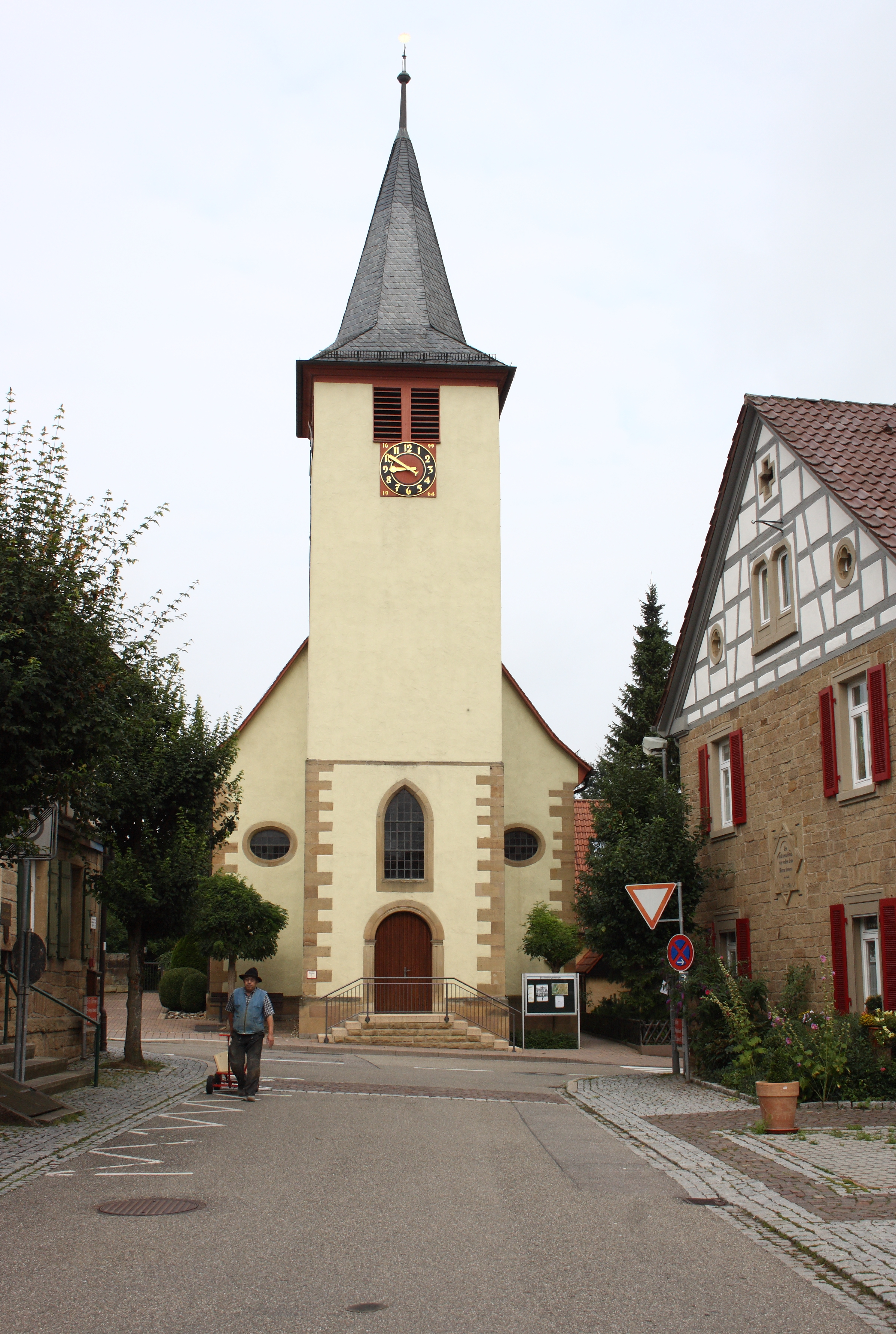
Evangelische Kirche Großvillars
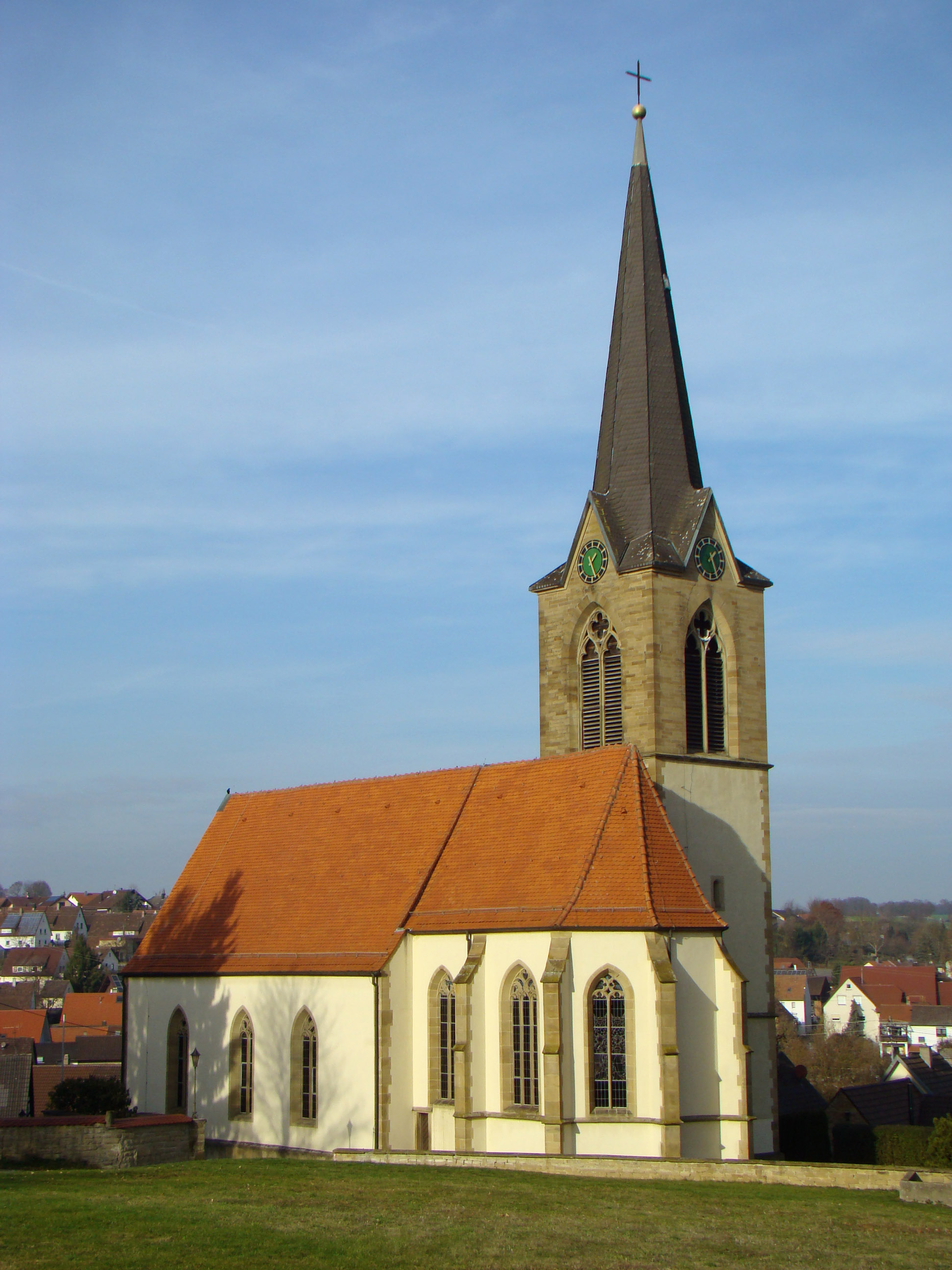
Magdalenenkirche in Sickingen
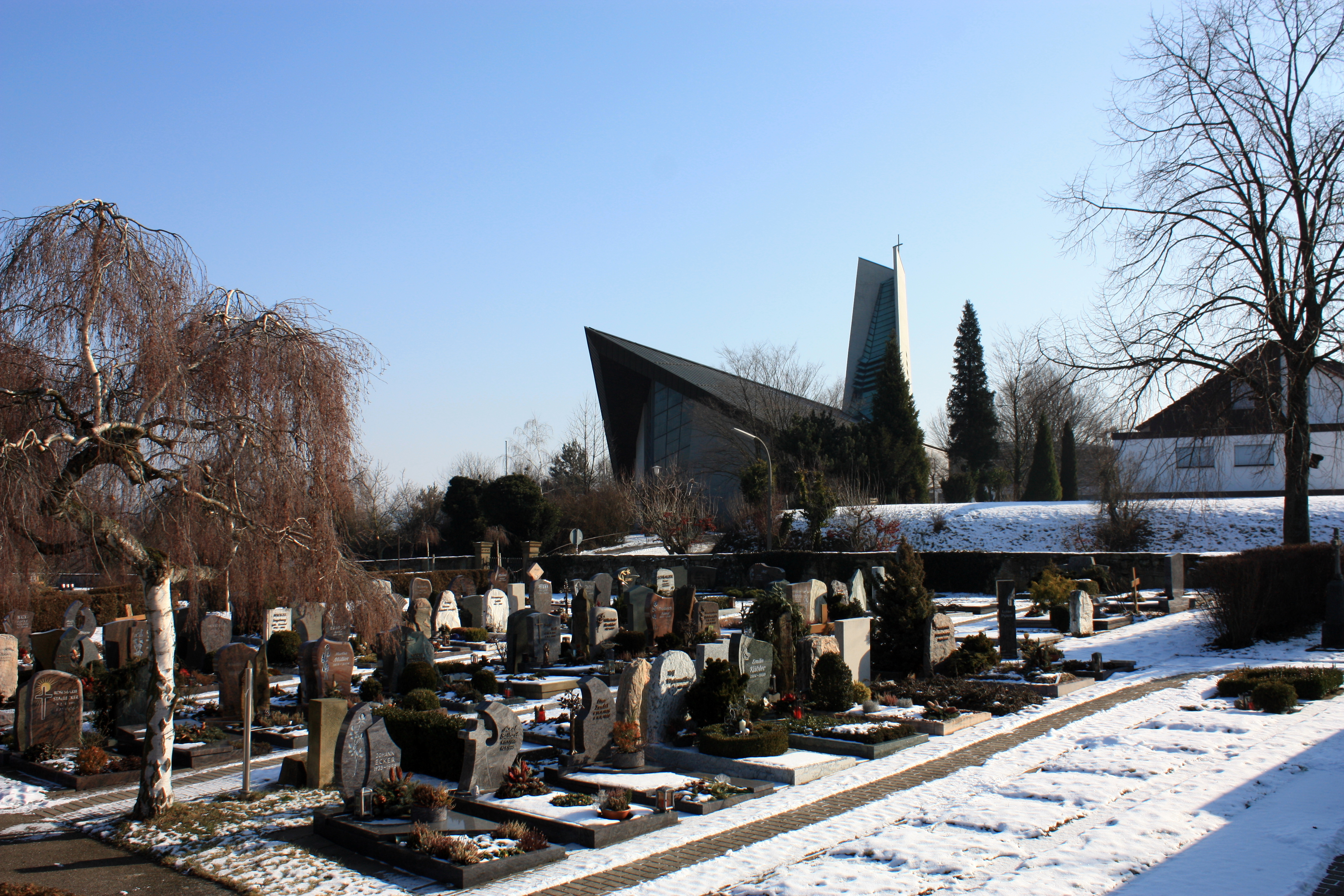
St. Maria mit Friedhof, Oberderdingen

### Museen
- Aschingerhaus (Oberderdingen): Die ständige Ausstellung zeigt die Lebensgeschichte der drei Ehrenbürger Oberderdingens August Aschinger, Karl Fischer und Heinrich Blanc so wie die Entwicklung und Geschichte der Aschinger AG, der Firmen E.G.O. und BLANCO. In der ehemaligen Scheune des Aschingerhauses wird in einer Wechselausstellung ein breites und hochwertiges Spektrum an Kunst präsentiert.
- Waldenserhäusle (Großvillars): Das Museum zeigt die Herkunft der Waldenser und die Entwicklung des Ortes Großvillars.

## Wirtschaft und Infrastruktur
Oberderdingen ist seit Jahrhunderten als Weinbauort bekannt. Siehe auch: Württemberg (Weinbaugebiet) und Württemberger Weinstraße.
Die Unternehmensgruppen E.G.O. und Blanco (beide im Bereich Hausgeräte/Küchen und Teil der Blanc & Fischer Familienholding) haben in Oberderdingen ihren Hauptsitz und unterhalten große Werke. Beide  Unternehmen wurden 1925 gegründet und haben inzwischen auch internationale Kundschaft sowie Produktions-/Vertriebsstandorte auf der ganzen Welt.

### Verkehr

#### Bahn- und Busverkehr
Der Ortsteil Flehingen verfügt über einen Bahnhof an die Kraichgaubahn (Karlsruhe–Heilbronn) angeschlossen. Am südwestlichen Ortsrand von Flehingen befindet sich darüber hinaus der Haltepunkt „Oberderdingen-Flehingen Industriegebiet“. Auf der Strecke verkehrt die Linie S4 der Stadtbahn Karlsruhe, sowie die Linie RE45 der Deutschen Bahn innerhalb des Karlsruher Verkehrsverbundes (KVV).
Oberderdingen ist an die Buslinien 143, 144, 145, 149 und 702 an das Busnetz des Karlsruher Verkehrsverbundes  angebunden. Der Betrieb dieser Linien (außer die Linie 702) liegt bei der Firma Friedrich Wöhrle GmbH.
Eine Bahnstrecke von Bretten nach Kürnbach über Derdingen befand sich von 1919 bis 1923 im Bau, blieb aber unvollendet. Die Schnellfahrstrecke Mannheim–Stuttgart durchquert das Gemeindegebiet mit der Talbrücke Zigeunergraben, dem Wilfenbergtunnel und dem Freudensteintunnel.

#### Fernstraßen
Über die Bundesstraße 293 (Heilbronn–Pfinztal), die seit 1984 als Umgehungsstraße südlich an Flehingen vorbeiführt, ist die Gemeinde an das überregionale Straßennetz angebunden.
Anschluss an die Bundesstraße 35 (Illingen–Germersheim) besteht für Oberderdingen und Großvillars an den Anschlüssen in Knittlingen.
2001 wurde die Entlastungsstraße der L 554 um Flehingen herum eingeweiht, 2006 die Umgehungsstraße westlich um Oberderdingen.

#### Radverkehr
Durch eine Alltagsroute aus dem Radnetz Baden-Württemberg ist Flehingen über Zaisenhausen und Sulzfeld mit Eppingen und Heilbronn verbunden und in der anderen Richtung mit der Stadt Bretten; über deren Stadtteile Bauerbach und Gölshausen in die Kernstadt.
Durch Flehingen und Oberderdingen verläuft als Landes-Radfernweg der Badische Weinradweg. Er führt von Grenzach-Wyhlen am Hochrhein nach Laudenbach im Rhein-Neckar-Kreis, dabei werden sieben der neun badischen Weinanbaugebiete untereinander verbunden. Die Route verläuft dabei von Bruchsal nach Wiesloch, wobei er in großen Schleifen durch die Weinanbaugebiete führt, insbesondere über mehrere Ortsteile von Kraichtal über Flehingen und Oberderdingen zum Aussichtspunkt Horn.

### Medien
Über das örtliche Geschehen berichten die Brettener Nachrichten, eine Lokalausgabe der Badischen Neueste Nachrichten (BNN). Außerdem gibt es die Gemeindezeitung „s’Blättle“, die wöchentlich am Donnerstag erscheint und eine Auflage von ca. 2600 hat.

### Bildung
Die Stadt Oberderdingen hat eine Realschule (Leopold-Feigenbutz-Realschule), eine Grund- und Hauptschule mit Werkrealschule (Strombergschule) sowie je eine Grundschule in den Ortsteilen Flehingen (Samuel-Friedrich-Sauter-Grundschule) und Großvillars (Heinrich-Blanc-Grundschule).
Die Fachschule für Sozialpädagogik des Kommunalverbands für Jugend und Soziales (KVJS) Baden-Württemberg im Schloss Flehingen rundet das schulische Angebot in Oberderdingen ab.
Die Volkshochschule in Oberderdingen ist eine öffentliche Einrichtung der Weiterbildung. Sie steht als Außenstelle unter der Rechtsträgerschaft des gemeinnützigen Vereins Volkshochschule im Landkreis Karlsruhe. Nach ihrem satzungsgemäßen Auftrag widmet sie sich neben der Erwachsenenbildung auch den Aufgaben der Jugendbildung.

## Persönlichkeiten

### Ehrenbürger
- Leopold Feigenbutz (15. August 1827 – 13. August 1904): Chronist des Kraichgaus, er schrieb das Buch „Der Kraichgau und seine Orte“. Zudem setzte er sich für eine verbesserte Lehrerausbildung und für die Aufwertung des Lehrerstandes ein.
- August Aschinger (8. April 1862 – 28. Januar 1911): August und Carl Aschinger gründeten in der Reichshauptstadt Berlin ab 1892 sogenannte „Bierquellen“, Stehbierhallen und später auch Restaurants, in denen man schnell, gut und billig essen konnte. Im Jahre 1910 waren es schon 40 Lokale.
- Karl Fischer (2. März 1893 – 3. Juli 1985): gründete 1925 in seiner Heimatgemeinde Badenweiler-Oberweiler eine Werkstätte für elektrische Geräte. Zusammen mit Heinrich Blanc gründete Karl Fischer am 10. September 1931 die E.G.O. Elektro-Gerätebau GmbH in Oberderdingen.
- Heinrich Blanc (11. Dezember 1896 – 8. April 1960): gründete 1925 die Metallwarenfabrik Blanc und Co. und fertigte Kupfer-Bettflaschen und Herdwasserschiffen. In den Fünfziger Jahren kam mit der Produktion von Edelstahlspülen der Durchbruch. Noch heute ist das Unternehmen unter dem Namen Blanco in Oberderdingen ansässig.
- Heinz Treffinger (31. Januar 1923 – 17. Februar 2010): Direktor in der E.G.O. Firmengruppe, Vorsitz in der Geschäftsführung der E.G.O-Verwaltungs-GmbH, Verwaltungsvorsitzender der Firma Blanco. Zusammen mit Karl Fischer organisierte er eines der ersten deutsch-jugoslawischen Joint-Venture-Unternehmen.
- Eugen Gültlinger (9. September 1920 – 30. April 2012): Lehrer, Konrektor, Rektor der Grund- und Hauptschule Oberderdingen bis 1985, viele Jahre Mitglied des Gemeinderates Oberderdingen und des Ortschaftsrates, Kreisrat, Ortsvorsteher
- Erwin Breitinger (* 6. April 1942): 1971–2003 Bürgermeister der Gemeinde Oberderdingen und 1984–2004 im Kreistag des Landkreises Karlsruhe. Gründungsmitglied und seit der Vereinsgründung am 13. Januar 1984 auch 1. Vorsitzender des Heimatkreises Oberderdingen e. V. Außerdem wirkt er im genealogischen Arbeitskreis des Heimatvereins Kraichgau mit.[18] 2003 wurde ihm die Bürgermedaille der Gemeinde Oberderdingen verliehen. Für landesweites Aufsehen sorgte ein Beitrag, den er im November 2011 unter dem Titel „Demografie: Man kann nur erkennen, was man erkennen will“ in einem Rundbrief des Heimatkreises Oberderdingen veröffentlichte. Das Regierungspräsidium Karlsruhe, das baden-württembergische Ministerium für Wissenschaft, Forschung und Kunst und der Petitionsausschuss des baden-württembergischen Landtags sahen darin eine politische Meinung mit ausländer- und islamfeindlichem Hintergrund, weshalb der Heimatkreis Fördergelder des Landes zurückzahlte.[19] Im April 2017 wurde Erwin Breitinger Ehrenbürger der Gemeinde Oberderdingen.[20][21]

### Söhne und Töchter der Stadt
- Franz von Sickingen (1481–1523), hatte sein Stammschloss in Sickingen. Er kämpfte für die Reformation und die Reichsritterschaft und starb im Kampf um seine Burg Nanstein bei Landstuhl in der Pfalz.
- Samuel Friedrich Sauter (1766–1846), Schulmeister, Dorfpoet und Urbild des „Biedermeier“. Bekannteste Gedichte: Wachtelschlag und Das arme Dorfschulmeisterlein
- Eugen Hallberger (1839–1921), Literaturwissenschaftler, Übersetzer und Hochschullehrer
- Jakob Barth (1851–1914), Orientalist
- Charles Lieb (1852–1928), Politiker; zwischen 1913 und 1917 vertrat er den US-Bundesstaat Indiana im US-Repräsentantenhaus
- Wilhelm Gauger (1860–1947), württembergischer Oberamtmann
- August Aschinger (1862–1911), Gastronom, betrieb um 1900 in Berlin den größten Gastronomiebetrieb Europas
- Carl H. Eigenmann (1863–1927), Biologe und Fischkundler
- Otto Mauthe (1892–1974), Gynäkologe, NS-„Euthanasie“-Arzt
- Rudolf Gerber (1899–1957), Musikwissenschaftler